# Jim Robinson

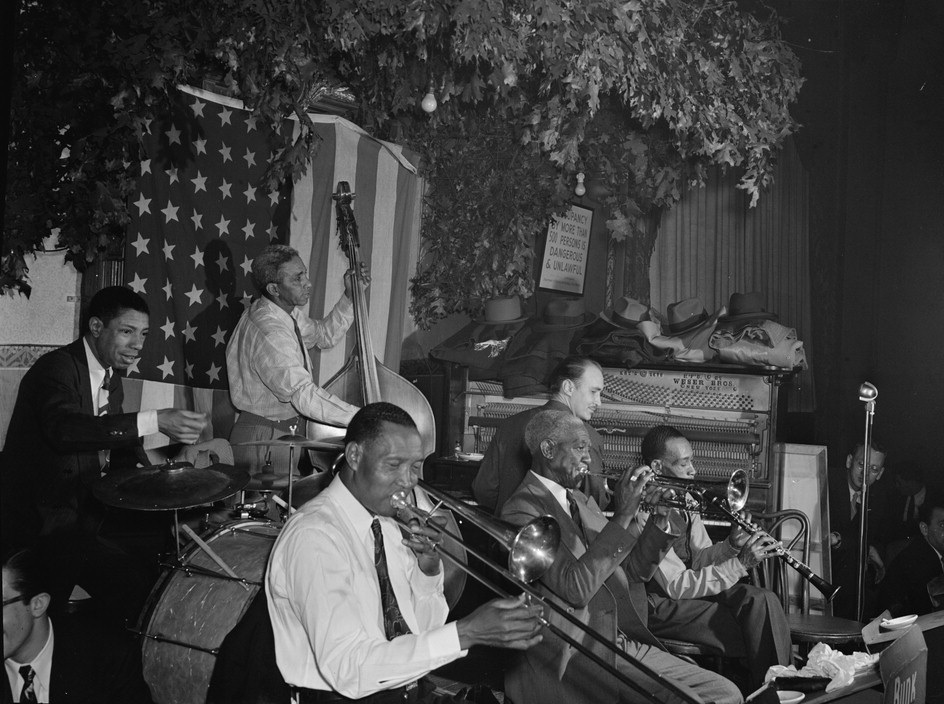
Från vänster: Kaiser Marshall, Alcide Pavageau, Jim Robinson, Bunk Johnson, Don Ewell och George Lewis.

Jim Robinson, också känd som Big Jim Robinson, född 25 december 1892 i Plaquemines Parish, död 4 maj 1976 i New Orleans, var en amerikansk jazzmusiker och trombonist verksam i New Orleans.  